# 子献
子献（?—?），春秋时代齐国大夫陈无宇的孙子。伯父为陈乞，父为子亹，《世本》作“陈桓子无宇产子亹，亹产子献，献产鞅也”。
前481年，陈乞之子陈恒杀死齐简公之前，子献之子诸御鞅曾经劝谏齐简公：“陈、阚不可并也，君其择焉。”